# Nemškutar
Nemškutar (nem. der Deutschthümler) je oseba slovenskega rodu, ki se odloči za pripadnost nemškemu družbenemu, kulturnemu in političnemu krogu. Navadno se takšna oseba zavzema za germanizacijo slovenskega prostora in v slovenščino vpeljuje nemške besede.